# Horst Strecker
Horst Strecker (* 26. Februar 1940 in Weißstein, heute zu Wałbrzych) ist ein hessischer Politiker (CDU) und ehemaliger Abgeordneter des Hessischen Landtags.
Hauptberuflich war Horst Strecker von 1960 bis 1975 Angestellter, Abteilungsleiter, stellvertretender Geschäftsführer der Süddeutschen Eisen- und Stahl-Berufsgenossenschaft Mannheim. 1975 bis 1983 war er Bürgermeister der Stadt Bürstadt, anschließend bis 1985 hauptamtlicher Erster Kreisbeigeordneter des Landkreises Bergstraße und danach Angestellter in Weinheim. Bei der Landtagswahl in Hessen 1987 wurde er in den Landtag gewählt, dem er bis zu seiner Mandatsniederlegung am 11. September 1989 angehörte.
Nebenamtlich war er unter anderem für die CDU 1981 bis 1983 und 1985 bis 1989 Mitglied der Verbandsversammlung des Landeswohlfahrtsverbandes Hessen.

## Ehrungen
- 2014: Alfred-Dregger-Medaille in Silber[2]

## Weblink
- Horst Strecker. Abgeordnete. In: Hessische Parlamentarismusgeschichte Online. HLGL & Uni Marburg, abgerufen am 8. Oktober 2024 (Stand 28. November 2023).